# Kirchdorf in Tirol
Kirchdorf é uma pequena povoação austríaca, situada no distrito de Kitzbühel, no Tirol.
Situa-se na zona das montanhas de Leukental, perto de St. Johann in Tirol, no parque natural de Wilder Kaiser. A povoação é constituída por diversas propriedades com casas de habitação. Em termos de área, é a segunda maior povoação do distrito de Kitzbühel.

## História
O nome Kirchdorf in Tirol deve-se à igreja que existe na povoação (Kirch significa "igreja", em Alemão, enquanto que Dorf significa povoação). É uma das mais antigas povoações do distrito. Existem vestígios de povoamento romano datando dos séculos III e IV, incluindo uma antiga casa dedicada ao culto religioso. Sobre as ruínas dessa casa, foi erguida a igreja actual no século VIII. Até 1805, a paróquia de Kirchdorf incluiu também Reit im Winkl, o que permitiu uma ligação estreita entre as duas localidades. Essa ligação dissolveu-se com a criação da nova paróquia.

## Economia e turismo
Para além da agricultura, o turismo é a actividade económica mais importante da povoação. Dada a sua proximidade de estâncias de esqui de maior dimensão, como St. Johann in Tirol e Kitzbühel, Kirchdorf é também uma estância de Inverno popular. No Verão, a proximidade das montanhas de Wilder Kaiser oferece ao visitante a possibilidade de apreciar a natureza, caminhando ou andando de bicicleta.
No primeiro Sábado de Agosto, tem lugar uma festa de Verão local conhecida com "Sommernachtsfest" (festa nocturna de Verão), na qual participam diversas associações de cidadãos locais.

### Bairros
Kirchdorf é constiuída pelos bairros de Bicheln, Einwall, Erpfendorf (com igreja e escola próprias), Erpfendorf-Dorf, Erpfendorf-Wald, Fabrik, Furth, Gasteig (com escola própria), Griesenau, Habach, Haberberg, Hinterberg, Huberhöhe, Jageregg, Kaiserbachtal, Kirchdorf-Dorf, Moosen, Litzlfelden, Oberrain, Taxerau, Unteranger, Vorderhaberberg, Weng e Wohlmuting.

### Localidades vizinhas
Ebbs, Ellmau, Going am Wilden Kaiser, Kössen, Kufstein, St. Johann in Tirol, Sankt Ulrich am Pillersee, Schwendt, Waidring e Walchsee.